# Halloween 4
 Denne artikel omhandler Halloween en film fra 1988. Opslagsordet har også en anden betydning, se Halloween (flertydig).
Halloween 4 er en amerikansk gyserfilm fra 1988 instrueret af Dwight H. Little.

## Medvirkende
- Donald Pleasence som Sam Loomis
- Ellie Cornell som Rachel Carruthers
- George P. Wilbur som Michael Myers
- Danielle Harris som Jamie Lloyd
- Beau Starr som Sheriff Ben Meeker
- Michael Pataki som E. W. Hoffman
- Sasha Jenson som Brady
- Kathleen Kinmont som Kelly Meeker
- Jeff Olson som Richard Carruthers
- Karen Alston som Darlene Carruthers

## Eksterne Henvisninger
- Halloween 4 på Internet Movie Database (engelsk)
- Halloween 4 på Filmdatabasen
- Halloween 4 på Scope
- Halloween 4 i Svensk Filmdatabas (svensk)
- Halloween 4 på AlloCiné (fransk)
- Halloween 4 på MovieMeter (nederlandsk)
- Halloween 4 på AllMovie (engelsk)
- Halloween 4 hos American Film Institute (engelsk)
- Halloween 4 hos British Film Institute (engelsk)
- Halloween 4 på Turner Classic Movies (engelsk)

| Gyserfilm | Spire Denne gyserfilm-artikel er en spire som bør udbygges. Du er velkommen til at hjælpe Wikipedia ved at udvide den. |

1. ↑  Navnet er anført på engelsk og stammer fra Wikidata hvor navnet endnu ikke findes på dansk.